# История кино в Попелявах
«История кино в Попелявах» (пол. Historia kina w Popielawach) — польский художественный фильм 1998 года.

## Сюжет
Фильм выдержан в духе магического реализма, как сказка о силе и магии киноискусства. Повествование ведётся от лица 10-летнего Сташека Шевчика, который учится в школе в деревне Попелявы, из которой происходит его род. Сташек рассказывает историю рода кузнеца Андрышека, чей потомок, Юзеф Андрышек VI, является другом Сташека. Юзеф Андрышек I ещё в XIX веке создал кинематограф, раньше чем это сделали братья Люмьер. Повествование доходит до 1960-х годов, когда Юзеф VI, вопреки воле своего отца, решает восстановить кинематограф своего предка. Его решение приводит в конечном итоге к позитивным переменам в жизни отца.

## В ролях
| Актёр                     | Роль             |
| ------------------------- | ---------------- |
| Кшиштоф Майщак            | Юзеф Андрышек V  |
| Бартош Опаня              | Юзеф Андрышек I  |
| Гражина Блемцкая-Кольская | Ханутка V        |
| Францишек Печка           | дядя Янек        |
| Михал Ясиньский           | Юзеф Андрышек VI |
| Мариуш Санитерник         | Кулавик          |
| Мария Гладковская         | наследница       |
| Томаш Крысяк              | Сташек Шевчик    |
| Ян Новицкий               | наследник        |
| Эдвард Кушталь            | дядя Сташека     |
| Изабелла Буковская        | Ягода            |
| Веслав Кот                | отец Андрышка I  |

## Награды и номинации
| Награды и номинации                                   | Награды и номинации                          | Награды и номинации      | Награды и номинации | Награды и номинации |
| Награда                                               | Категория                                    | Номинант                 | Результат           |                     |
| ----------------------------------------------------- | -------------------------------------------- | ------------------------ | ------------------- | ------------------- |
| Польская кинопремия «Орлы» (21 июня 1999)             | Премия «Орлы» за лучший фильм                | Ян Якуб Кольский         | Победа              |                     |
| Польская кинопремия «Орлы» (21 июня 1999)             | лучшему режиссёру                            | Ян Якуб Кольский         | Номинация           |                     |
| Польская кинопремия «Орлы» (21 июня 1999)             | за лучшую главную мужскую роль               | Бартош Опаня             | Номинация           |                     |
| Польская кинопремия «Орлы» (21 июня 1999)             | за лучший сценарий                           | Ян Якуб Кольский         | Номинация           |                     |
| Польская кинопремия «Орлы» (21 июня 1999)             | за лучшую работу оператора                   | Кшиштоф Птак             | Победа              |                     |
| Польская кинопремия «Орлы» (21 июня 1999)             | за лучший монтаж                             | Ева Пакульская           | Победа              |                     |
| Польская кинопремия «Орлы» (21 июня 1999)             | за лучшую сценографию                        | Войцех Салони-Марчевский | Номинация           |                     |
| Польская кинопремия «Орлы» (21 июня 1999)             | за лучший звук                               | Анджей Жабицкий          | Номинация           |                     |
| Польская кинопремия «Орлы» (21 июня 1999)             | лучший продюсер                              | Казимеж Розвалка         | Номинация           |                     |
| Польская кинопремия «Орлы» (21 июня 1999)             | за лучшую музыку                             | Зыгмунт Конечный         | Победа              |                     |
| 23-й кинофестиваль в Гдыне                            | «Золотой лев» за лучший фильм                | Ян Якуб Кольский         | Победа              |                     |
| 23-й кинофестиваль в Гдыне                            | «Золотой лев» за производство лучшего фильма | Казимеж Розвалка         | Победа              |                     |
| 23-й кинофестиваль в Гдыне                            | лучшая главная мужская роль                  | Кшиштоф Майщак           | Победа              |                     |
| Варшавская русалка 1998 года                          | лучший фильм                                 | Ян Якуб Кольский         | Победа              |                     |
| Золотая утка 1999 года                                | лучший фильм                                 | Ян Якуб Кольский         | Победа              |                     |
| Cinéma Tous Ecrans в Женеве (1999 год)                | Grand Prix                                   | Ян Якуб Кольский         | Победа              |                     |
| Международный кинофестиваль «Золотой Витязь» в Москве |                                              |                          | Серебряный витязь   |                     |
| Фестиваль Alte Adria Cinema в Триесте                 | Grand Prix (Primo Triesto)                   |                          | Победа              |                     |